# Marjaliza (kommunhuvudort)
Marjaliza är en kommunhuvudort i Spanien.   Den ligger i provinsen Toledo och regionen Kastilien-La Mancha, i den centrala delen av landet, 100 km söder om huvudstaden Madrid. Marjaliza ligger 857 meter över havet och antalet invånare är 300.
Terrängen runt Marjaliza är kuperad västerut, men österut är den platt. Runt Marjaliza är det glesbefolkat, med 8 invånare per kvadratkilometer. Närmaste större samhälle är Los Yébenes, 5,9 km öster om Marjaliza. Omgivningarna runt Marjaliza är i huvudsak ett öppet busklandskap.